# Neurotensyna
Neurotensyna (NT) – oligopeptyd złożony z 13 aminokwasów: N-ter-Glu-Leu-Tyr-Glu-Asn-Lys-Pro-Arg-Arg-Pro-Tyr-Ile-Leu-C-ter. Należy do neuropeptydów.
NT uwalniana jest z komórek N serii APUD w śluzówce jelita czczego i krętego pod wpływem produktów trawienia tłuszczów i białek. Wzmaga wydzielanie soku trzustkowego (zwłaszcza w fazie jelitowej) i jelitowego, hamuje wydzielanie żołądkowe, wzmaga motorykę jelitową i zwiększa przepływ krwi przez krążenie trzewiowe. Występuje w ośrodkowym układzie nerwowym, w neuronach dopaminergicznych w obrębie podwzgórza, a także w cholinergicznych neuronach zwojowych.